# Davron Erghashev
Davron Erghashev (en ruso: Давронжон Содирович Эргашев ,en persa: ‌ دوران‌جان صادرویچ ارگاشف‎, Shaydon, RSS de Tayikistán; 19 de marzo de 1988) es un futbolista de Tayikistán que juega en la posición de defensa y que actualmente milita en el FC Bunyodkor de la Liga de fútbol de Uzbekistán.

## Carrera

### Club
| Periodo   | Club                   |
| --------- | ---------------------- |
| 2008      | FC Khujand             |
| 2009–2010 | Regar-TadAZ Tursunzoda |
| 2011–2012 | FC Istiklol            |
| 2013      | FC Zhetysu             |
| 2014      | Gabala FK              |
| 2014–2015 | FC Zhetysu             |
| 2016      | FC Istiklol            |
| 2016–2017 | FC Taraz               |
| 2018      | FC Istiklol            |
| 2019      | FC Khujand             |
| 2020–     | FC Bunyodkor           |

### Selección nacional
Debutó con Tayikistán en 2008 y ha disputado las ediciones de la Copa Desafío de la AFC de 2008, 2010 y 2012. Su primer gol con la selección nacional lo anotó el 23 de marzo de 2011 en la victoria por 3-0 ante Camboya en Malé por la Copa Desafío de la AFC 2010.

## Logros
Khujand
- Copa de Tayikistán (1): 2008

Istiklol
- Tajik League (3): 2011, 2016, 2018
- Copa de Tayikistán (2): 2016, 2018
- AFC President's Cup (1): 2012
- Supercopa de Tayikistán (1): 2016[11]